# Удар (фільм, 1973)
Удар (англ. Hit!) — американський бойовик 1973 року.

## Сюжет
Федеральний агент, чия дочка помирає від передозування героїну вирішує знищити злочинців, які продавали їй наркотики. Він вербує різних людей, які хочуть покінчити з наркоторгівлею і навчає їх. Після цього всі вони починають стежити за злочинцями і знищувати їх.

## У ролях
- Біллі Ді Вільямс — Нік Аллен
- Річард Прайор — Майк Вілмер
- Пол Хемптон — Баррі Стронг
- Гвен Веллс — Шеррі Нільсон
- Воррен Дж. Кеммерлінг — Датч Шиллер
- Джанет Брандт — Іда
- Сід Мелтон — Герман
- Зуї Холл — Карлін
- Тодд Мартін — Кросбі